# Lécera
Lécera é um município da Espanha na província de Saragoça, comunidade autónoma de Aragão. Tem 109,19 km² de área e em 2021 tinha 642 habitantes (densidade: 5,9 hab./km²).

## Demografia
| Variação demográfica do município entre 1991 e 2004 | Variação demográfica do município entre 1991 e 2004 | Variação demográfica do município entre 1991 e 2004 | Variação demográfica do município entre 1991 e 2004 |
| --------------------------------------------------- | --------------------------------------------------- | --------------------------------------------------- | --------------------------------------------------- |
| 1991                                                | 1996                                                | 2001                                                | 2004                                                |
| 1009                                                | 879                                                 | 817                                                 | 777                                                 |